# Ян Луйкен
Луйкен Ян (нід. Jan Luyken, МФА: [ˈjɑn ˈlœy̯kə(n)] Я́н Льо́йку; (16 квітня 1649, Амстердам — 5 квітня 1712, там же) — нідерландський поет, художник і гравер.
Батько — Каспар Луйкен (був ще й за гравера). Він був одружений з Марією де Ауде.
Перелік основних друкованих праць Лукейна:
- Duytse Lier, 1671
- Jesus en de ziel, 1678
- Oorsprongk, begin, en vervolgh der Nederlandsche oorlogen, 1680
- Voncken der Liefde Jesu 1687
- Spiegel van Het Menselyk Bedryf, 1694
- De Bijekorf des Gemoeds, 1711